# Манас Анастасов
Манас Анастасов е български драматичен актьор.

## Биография
Роден е в Оряхово през 1880 г. Театралната му дейност започва като самодеен актьор. През 1905 г. работи в театър „Роза Попова“, а през 1906 г. в „Съвремен театър“. По време на Първата световна война играе във фронтови театрални трупи. Почива на 2 февруари 1919 г. в Пловдив.

## Роли
Манас Анастасов играе множество роли, по-значимите са:
- Щауфахер – „Вилхелм Тел“ от Фридрих Шилер
- Боримечката – „Под игото“ от Иван Вазов
- Марко Петрович – „В полите на Витоша“ от Пейо Яворов
- Княз Обрезков – „Живият труп“ от Лев Толстой
- Фьодор Карамазов – „Братя Карамазови“ от Фьодор Достоевски
- Вишневски – „Доходно място“ от Александър Островски[1]